# Belgium a 2011-es úszó-világbajnokságon
Belgium a 2011-es úszó-világbajnokságon 10 úszóval vett részt.

## Hosszútávúszás
Férfi
| Versenyző        | Esemény                             | Döntő     | Döntő    |
| Versenyző        | Esemény                             | Idő       | Helyezés |
| ---------------- | ----------------------------------- | --------- | -------- |
| Tom Vangeneugden | Férfi 10 kilométeres hosszútávúszás | 1:54:43.5 | 12       |
| Tom Vangeneugden | Férfi 25 kilométeres hosszútávúszás | DNS       | DNS      |
| Brian Ryckeman   | Férfi 10 kilométeres hosszútávúszás | 1:54:36.1 | 7        |
| Brian Ryckeman   | Férfi 25 kilométeres hosszútávúszás | DNS       | DNS      |

## Úszás
Férfi
| Versenyző                                                        | Esemény                          | Selejtező | Selejtező | Elődöntő          | Elődöntő          | Döntő             | Döntő             |
| Versenyző                                                        | Esemény                          | Idő       | Helyezés  | Idő               | Helyezés          | Idő               | Helyezés          |
| ---------------------------------------------------------------- | -------------------------------- | --------- | --------- | ----------------- | ----------------- | ----------------- | ----------------- |
| Jasper Aerents                                                   | Férfi 50 méteres gyorsúszás      | 22.73     | 30        | Nem jutott tovább | Nem jutott tovább | Nem jutott tovább | Nem jutott tovább |
| Jasper Aerents                                                   | Férfi 100 méteres gyorsúszás     | 49.75     | 31        | Nem jutott tovább | Nem jutott tovább | Nem jutott tovább | Nem jutott tovább |
| Glenn Surgeloose                                                 | Férfi 200 méteres gyorsúszás     | 1:48.96   | 26        | Nem jutott tovább | Nem jutott tovább | Nem jutott tovább | Nem jutott tovább |
| Francois Heersbrandt                                             | Férfi 50 méteres pillangóúszás   | 23.73     | 11 Q      | 23.68             | 13                | Nem jutott tovább | Nem jutott tovább |
| Francois Heersbrandt                                             | Férfi 100 méteres pillangóúszás  | 52.65     | 17        | Nem jutott tovább | Nem jutott tovább | Nem jutott tovább | Nem jutott tovább |
| Yoris Grandjean Glenn Surgeloose Jasper Aerents Pieter Timmers   | Férfi 4 x 100 méteres gyorváltó  | DSQ       | DSQ       |                   |                   | Nem jutott tovább | Nem jutott tovább |
| Dieter Dekoninck Glenn Surgeloose Mathieu Fonteyn Pieter Timmers | Férfi 4 × 200 méteres gyorsváltó | 7:17.39   | 13        |                   |                   | Nem jutott tovább | Nem jutott tovább |

Női
| Versenyző      | Esemény                       | Selejtező | Selejtező | Elődöntő          | Elődöntő          | Döntő             | Döntő             |
| Versenyző      | Esemény                       | Idő       | Helyezés  | Idő               | Helyezés          | Idő               | Helyezés          |
| -------------- | ----------------------------- | --------- | --------- | ----------------- | ----------------- | ----------------- | ----------------- |
| Kimberly Buys  | Női 100 méteres hátúszás      | 1:02.48   | 28        | Nem jutott tovább | Nem jutott tovább | Nem jutott tovább | Nem jutott tovább |
| Kimberly Buys  | Női 200 méteres hátúszás      | 2:13.01   | 22        | Nem jutott tovább | Nem jutott tovább | Nem jutott tovább | Nem jutott tovább |
| Kimberly Buys  | Női 100 méteres pillangóúszás | 59.88     | 31        | Nem jutott tovább | Nem jutott tovább | Nem jutott tovább | Nem jutott tovább |
| Kim Janssens   | Női 100 méteres mellúszás     | 1:09.25   | 20        | Nem jutott tovább | Nem jutott tovább | Nem jutott tovább | Nem jutott tovább |
| Fanny Lecluyse | Női 200 méteres mellúszás     | 2:27.67   | 14 Q      | 2:25.92           | 10                | Nem jutott tovább | Nem jutott tovább |
| Fanny Lecluyse | Női 200 méteres vegyesúszás   | 2:14.97   | 16 Q      | 2:13.68           | 14                | Nem jutott tovább | Nem jutott tovább |